# Tourismus in Südkorea
Der Tourismus in Südkorea ist eine der bedeutenden Branchen des Dienstleistungssektors des Landes. 

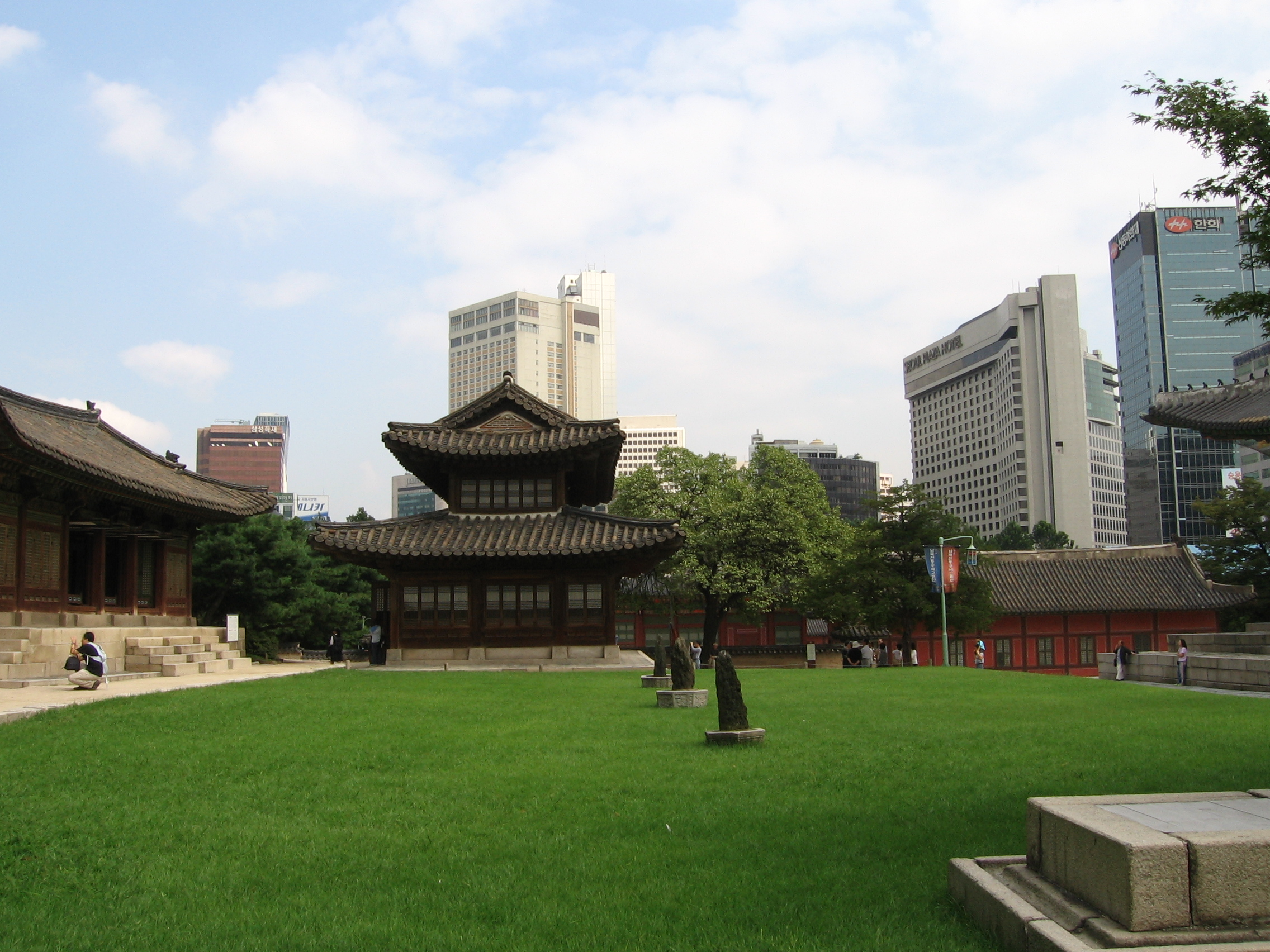
Traditionelle Gebäude und moderne Bauten im Zentrum von Südkoreas Hauptstadt Seoul

## Allgemeines
Südkorea gilt nach Angaben des Auswärtigen Amtes als sicheres Reiseland. Im Travel and Tourism Competitiveness Report 2017 des World Economic Forum belegt Südkorea Platz 19 von 136 Ländern.

## Sehenswürdigkeiten
Das Land verfügt über eine große Anzahl bedeutender Kulturdenkmäler. Die UNESCO hat mehrere davon zum Weltkulturerbe erhoben. Viele Touristen entscheiden sich auch für einen Urlaub auf der zu Südkorea gehörenden Insel Jeju-do.

## Statistiken
2012 reisten 11,1 Millionen Touristen nach Südkorea, davon waren rund 102.000 Deutsche. Bis 2016 stieg die Zahl der Touristen auf über 17 Millionen.
| Jahr | Anzahl der internationalen Touristen (Millionen) | Reisende aus Deutschland ('000) | Ref   |
| ---- | ------------------------------------------------ | ------------------------------- | ----- |
| 1970 | 0,17                                             |                                 | [ 3 ] |
| 1990 | 2,96                                             |                                 | [ 4 ] |
| 2000 | 5,32                                             |                                 | [ 4 ] |
| 2003 | 4,75                                             | 58,8                            | [ 4 ] |
| 2005 | 6,02                                             | 75,0                            | [ 4 ] |
| 2008 | 6,89                                             | 91,5                            | [ 5 ] |
| 2010 | 8,80                                             | 98,1                            | [ 5 ] |
| 2011 | 9,79                                             | 99,5                            | [ 6 ] |
| 2012 | 11,1                                             | 102                             | [ 7 ] |
| 2013 | 12,2                                             |                                 |       |
| 2014 | 14,2                                             |                                 |       |
| 2015 | 13,2                                             |                                 |       |
| 2016 | 17,2                                             |                                 | [ 8 ] |

## Galerie

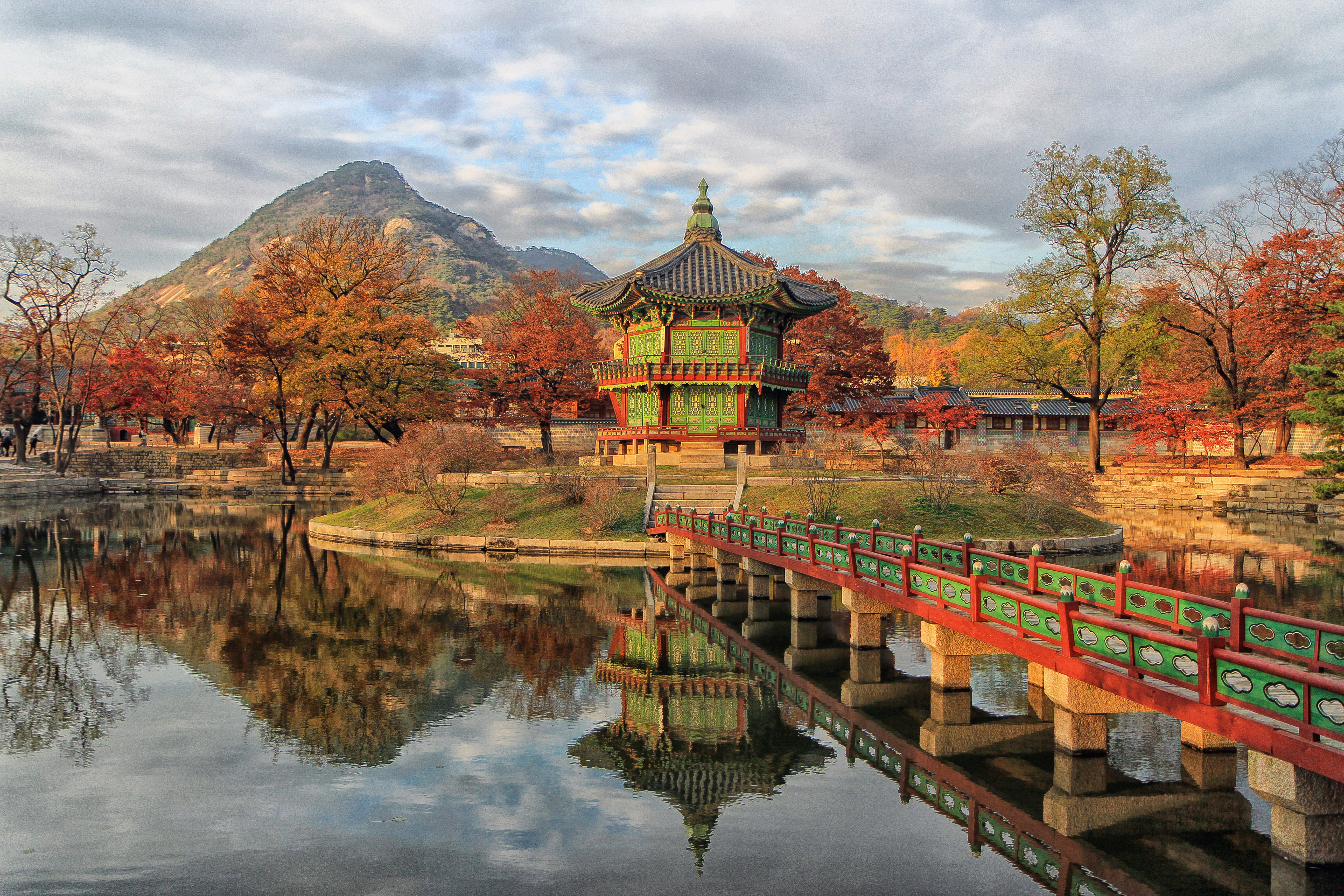
Pavillon Hyangwonjeong, Gyeongbokgung
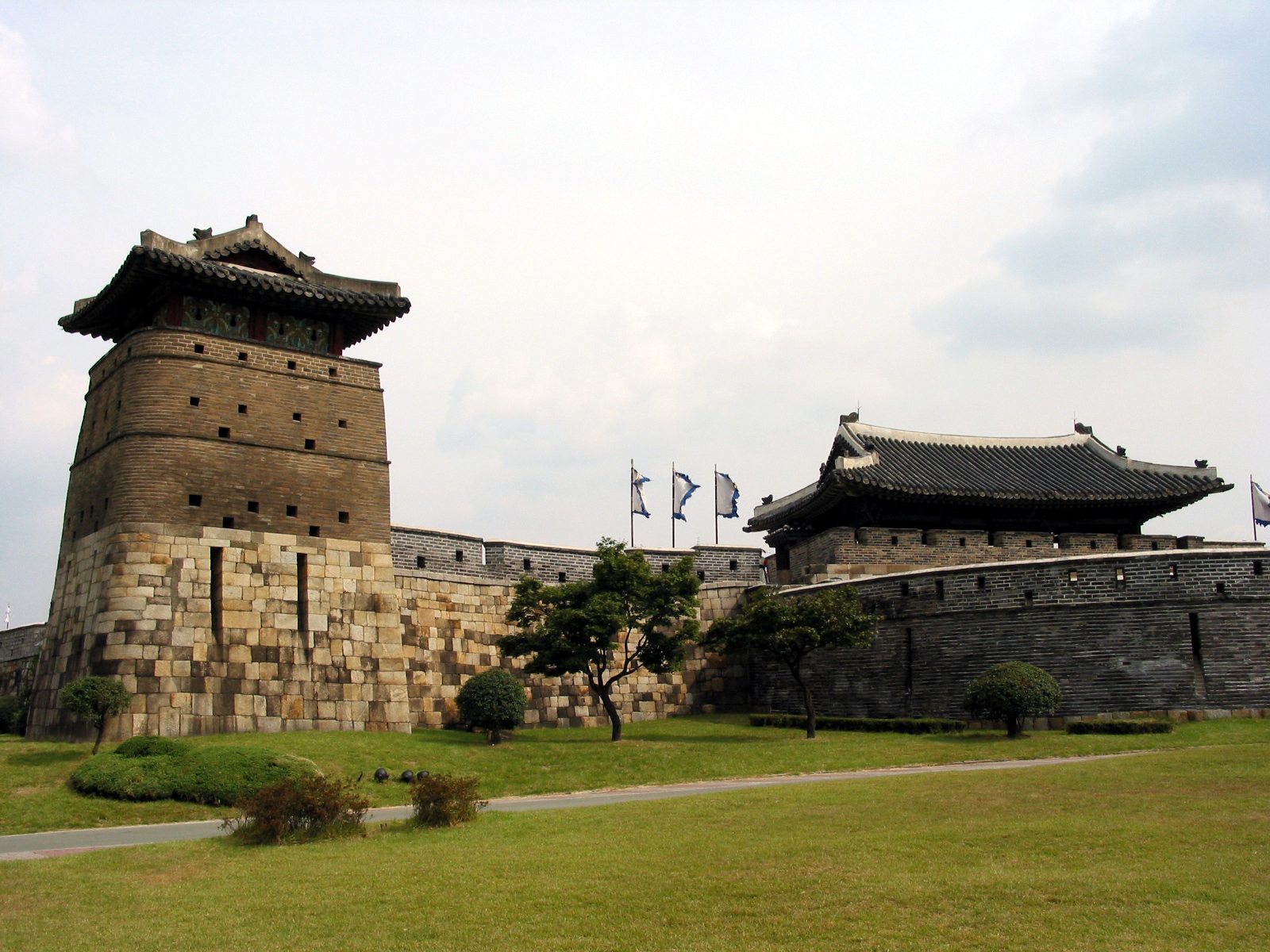
Festung Hwaseong
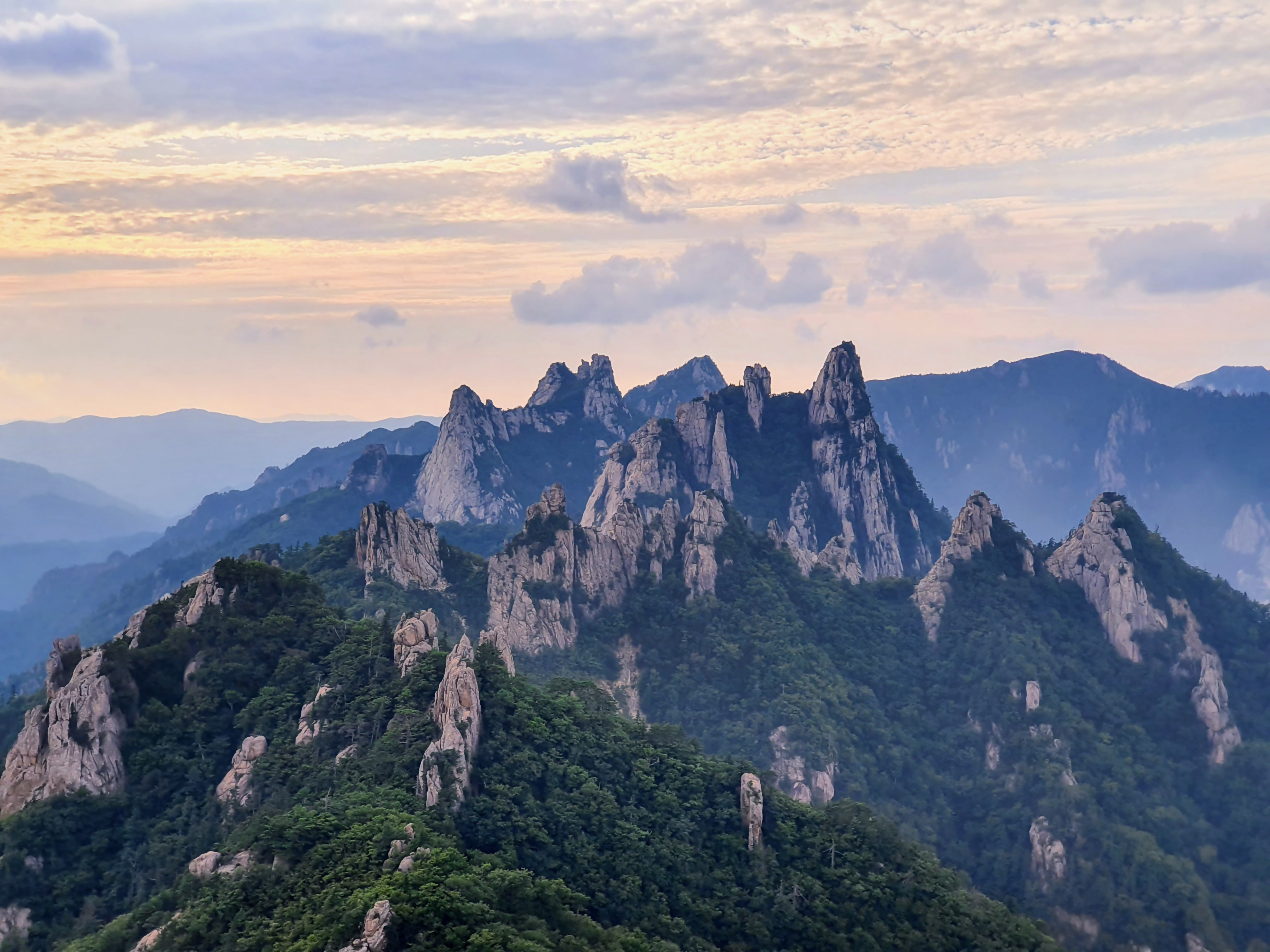
Seoraksan
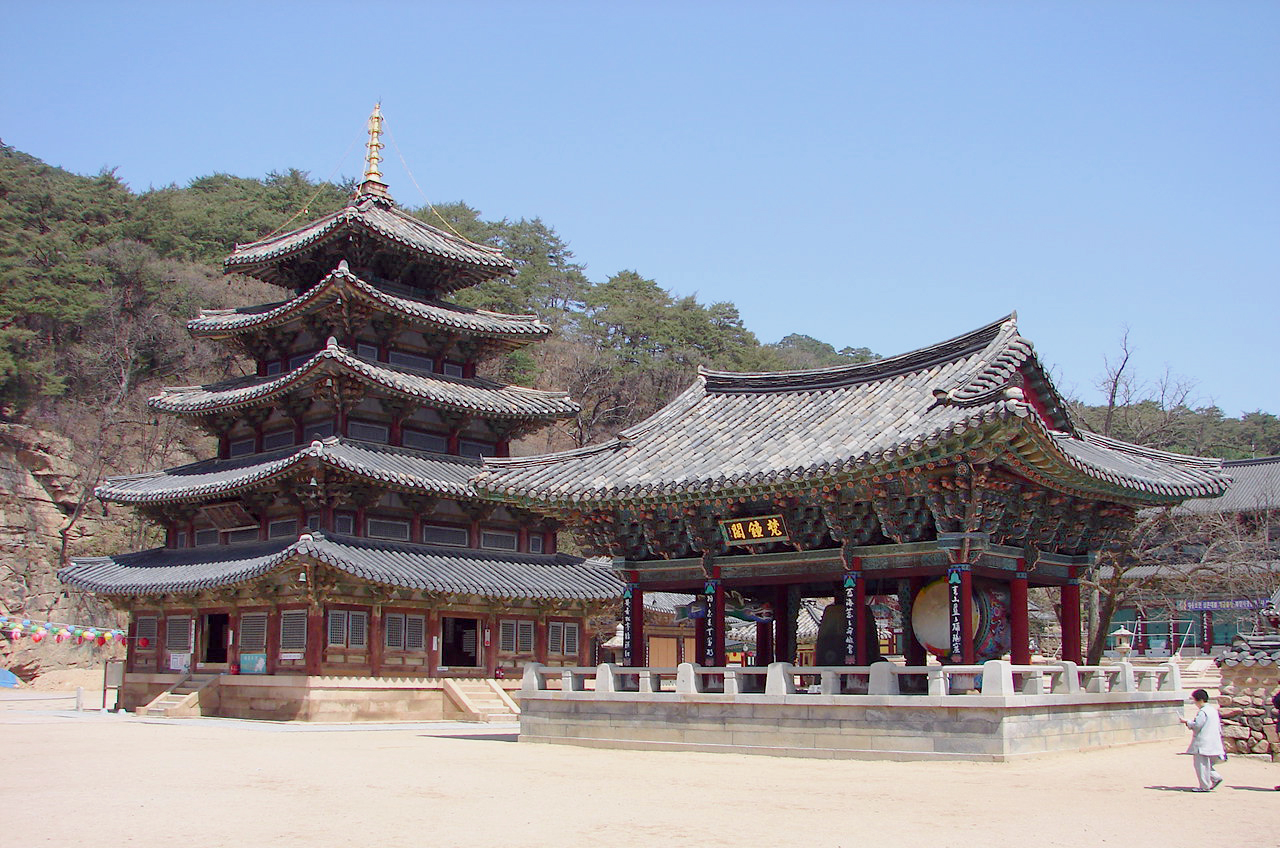
Temple de Beopju, Boeun
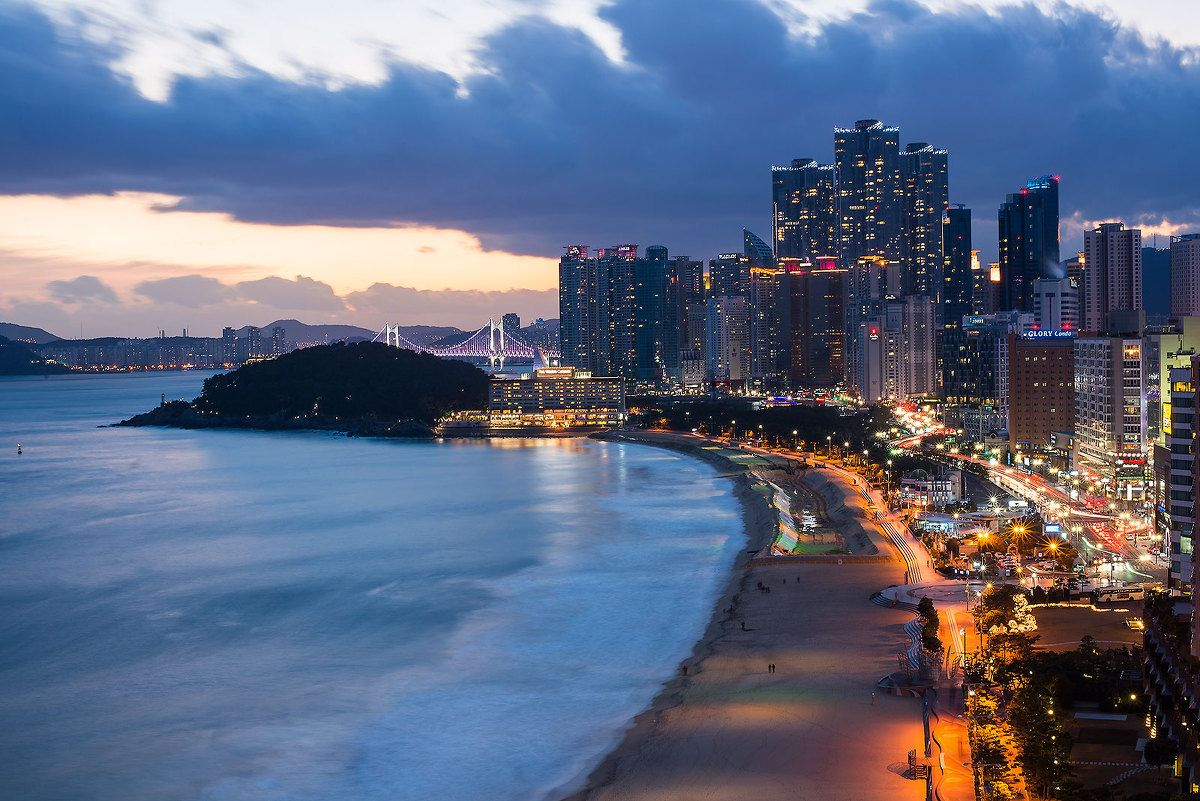
Haeundae-gu, Busan
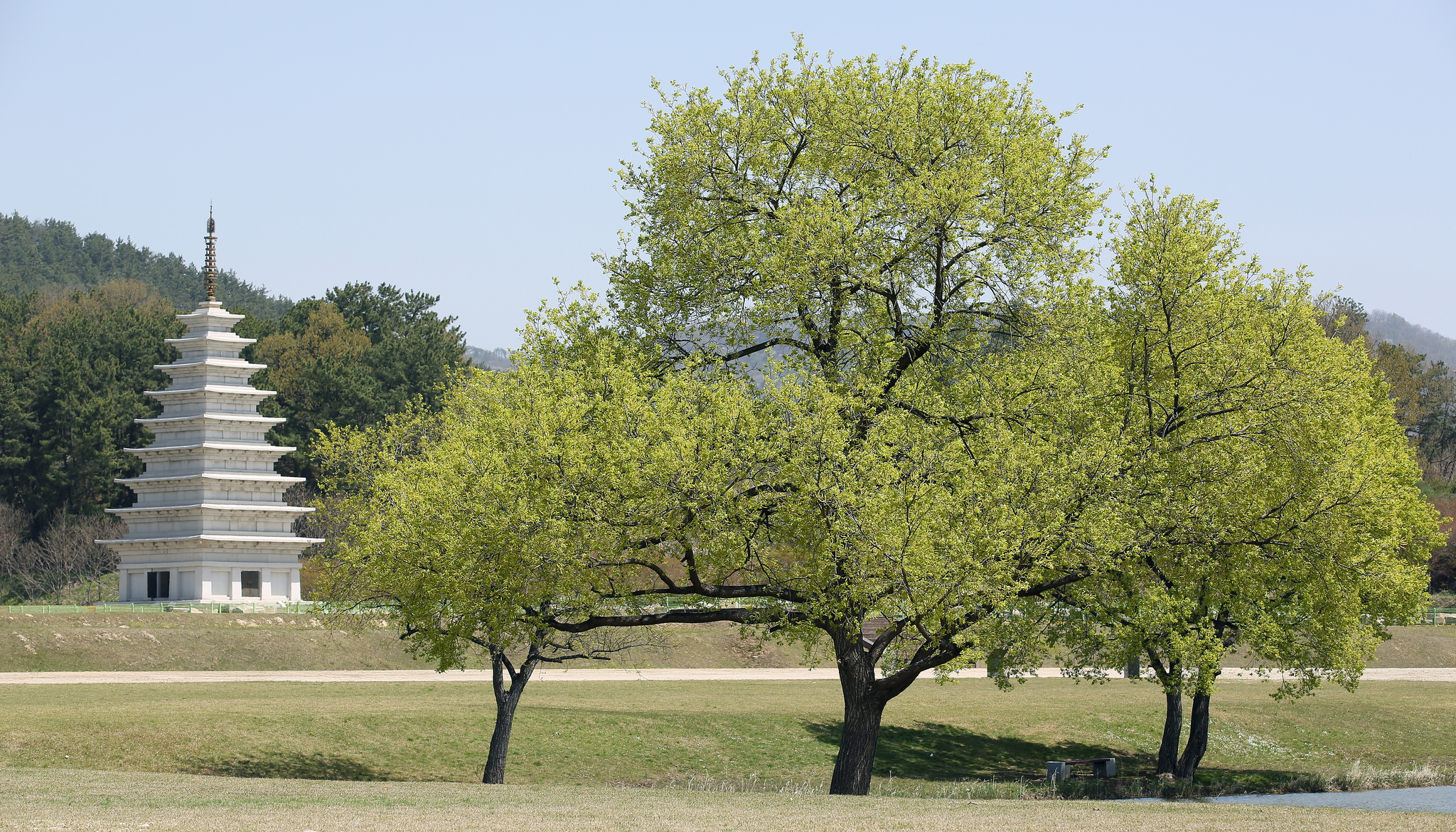
Mireuksa, Iksan
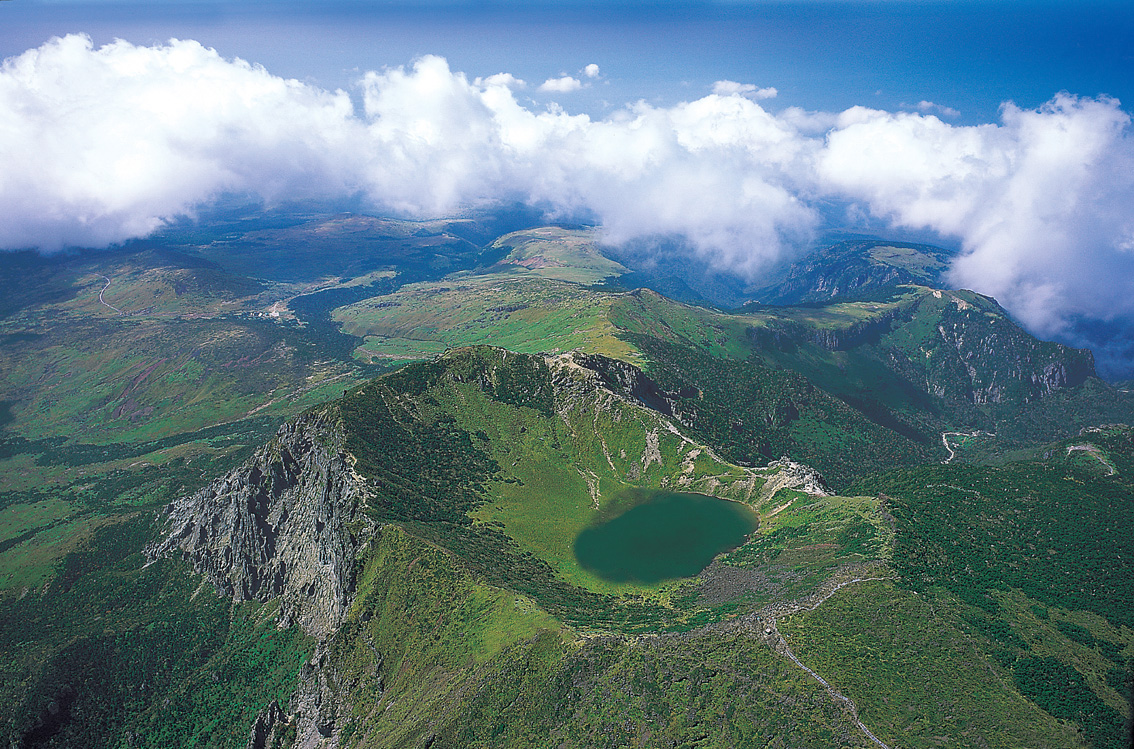
Hallasan